# Alfonso Santistevan
Luis Alfonso Santistevan de Noriega (Arequipa, 14 de enero de 1955) es un actor, dramaturgo, director, guionista y profesor de teatro peruano.

## Biografía
Santistevan comenzó en el teatro el año 1972, estudiando en la escuela del TUC. Entre 1979 y 1994 dirigió más de 30 montajes entre trabajos profesionales y de escuela. En 1986 estrenó la primera obra de la que es autor El caballo del Libertador, obra siguió presentando por ocho años en el Perú y varios países de Latinoamérica. Le siguieron Pequeños héroes, Esperando la ocasión, Vladimnir, Naturaleza viva y Querido Antonio. 
En 2008 coescribió la obra Morir de amor con Marisol Palacios. Para la televisión, creó las series Gente como uno y Los del Solar. 
Como actor interpretó al Virrey Manuel de Amat y Juniet en la miniserie de televisión La Perricholi. En cine participó en la película chilena Fiestapatria. En teatro actuó en Art, Antígona y El mercader de Venecia dirigido por Roberto Ángeles, El visitante dirigido por Marian Gubbins, El avaro dirigido por Chela De Ferrari, entre otras. Enseñó actuación en la escuela del TUC y posteriormente empezó a enseñar dramaturgia en la Pontificia Universidad Católica del Perú.
En 2005 escribió –junto a Edgar Saba– una versión libre del Cantar de los Cantares.
En julio de 2010 estrenó la obra de teatro escrita por él La puerta del cielo. En 2011 coescribió el guion de la obra Por accidente'. También actuó en las obras La chica del Maxim y La fiesta de cumpleaños.
En 2012 actuó en la obra Toc Toc, bajo la dirección de Juan Carlos Fisher. Posteriormente actuó en la obra Nuestro pueblo. Toc Toc fue repuesta a inicios de 2013.
Santistevan es guionista de la película Asu Mare (2013).

## Trabajo

### Director
- El caballo del libertador (1986), también dramaturgo
- Esperando la ocasión (1987), también dramaturgo
- Pequeños héroes (1988), también dramaturgo
- Querido Antonio (1990), también dramaturgo
- Naturaleza viva (1990), también dramaturgo
- La vida es sueño (1992)
- Vladimir (1994), también dramaturgo
- Como crear una historia y casi fracasar en el intento (1997), también dramaturgo
- El burlador de Sevilla
- La china Tudela (2008)
- La puerta del cielo (2010), también dramaturgo

### Actor
Teatro
- El visitante
- El avaro (2002)
- El mercader de Venecia (2005)
- Antígona (2006)
- Art (2007) como Sergio.
- La celebración (2007)
- La rebelión de los chanchos (2007), también dramaturgo.
- El Teniente de Inishmore (2008)
- Noche de tontos (2008)
- La china Tudela (2008)
- Copenhague (2009)
- Una pulga en la oreja (2009)
- Las brujas de Salem (2009–2010)
- La Madonnita (2011)
- La chica del maxim (2011)
- La fiesta de cumpleaños (2011) como Petey.
- Toc Toc (2012–2013) como Fred.
- Nuestro pueblo (2012) como Charles Webb.
- El Camino a la Meca (2014) como pastor Marius Byleveld.

Televisión
- La Perricholi (1992) como Virrey Manuel de Amat y Juniet.
- Sres. Papis (2019) como Alberto Echenique.
- Luz de Luna (2021-2023) como Ciro Mujica.

Películas
- Fiestapatria (2008)
- Asu Mare 2 (2015)

### Sólo guionista
- El pueblo que no podía dormir (1993), Teatro
- Esperando a Godot (1997), Teatro
- Isabella, mujer enamorada (1999), TV
- Estrellita (2000) TV
- Gente como uno (2000), TV
- Los del Solar (2005), TV
- Por accidente (2011), Teatro
- Asu Mare (2013), Película